# Zidarčac
Zidarčac (crvenokrili litičar, brgljez zidarčac; lat. Tichodroma muraria) je malena ptica vrapčarka iz porodice brgljeza Sittidae koja živi po liticama Alpa, Kavkaza, Pamira i Tibeta, na visinama do 5000 metara, koja je po svojim krilimna i staništu poznata i kao crvenokrili litičar. Zbog nepristupačnosti samog staništa i skrovitog načina života teško ga se uočava.
U Hrvatskoj je prvi put zabilježena u Maloj Paklenici 13. listopada 1967., gdje ih je tada promatrao ornitolog Dragutin Rucner. Godine 2015. uočena je i u kanjonu Velike Paklenice. Prema mišljenjima stručnjaka koji su ih proučavali u Hrvatskoj zidarčac je u Hrvatsku došao vjerojatno s Alpa zbog velikih zahlađenja.
Procjenjuje se da u Hrvatskoj zimuje od 50 – 100 primjeraka, dok je u Srbiji broj procijenjen na 30 – 40 gnijezdećih parova (Puzović et al 2009) a nazivaju ga puzgavac, a promatrani su u kanjonu Belog Rzava kod Mokre Gore i u Ovčarsko-Kablarskoj klisuri i klisuri Crnog Rzava.
Gnijezdi se u rupama po liticama, a gnijezda uglavnom radi od mahovine kojoj dodaje i druge mekane materijale, kao što je perje. U sezoni parenja mužjakov vrat postane crn.
- ilustracija
- Pireneji
- južna Francuska
- Tichodroma muraria